# Mars la rouge

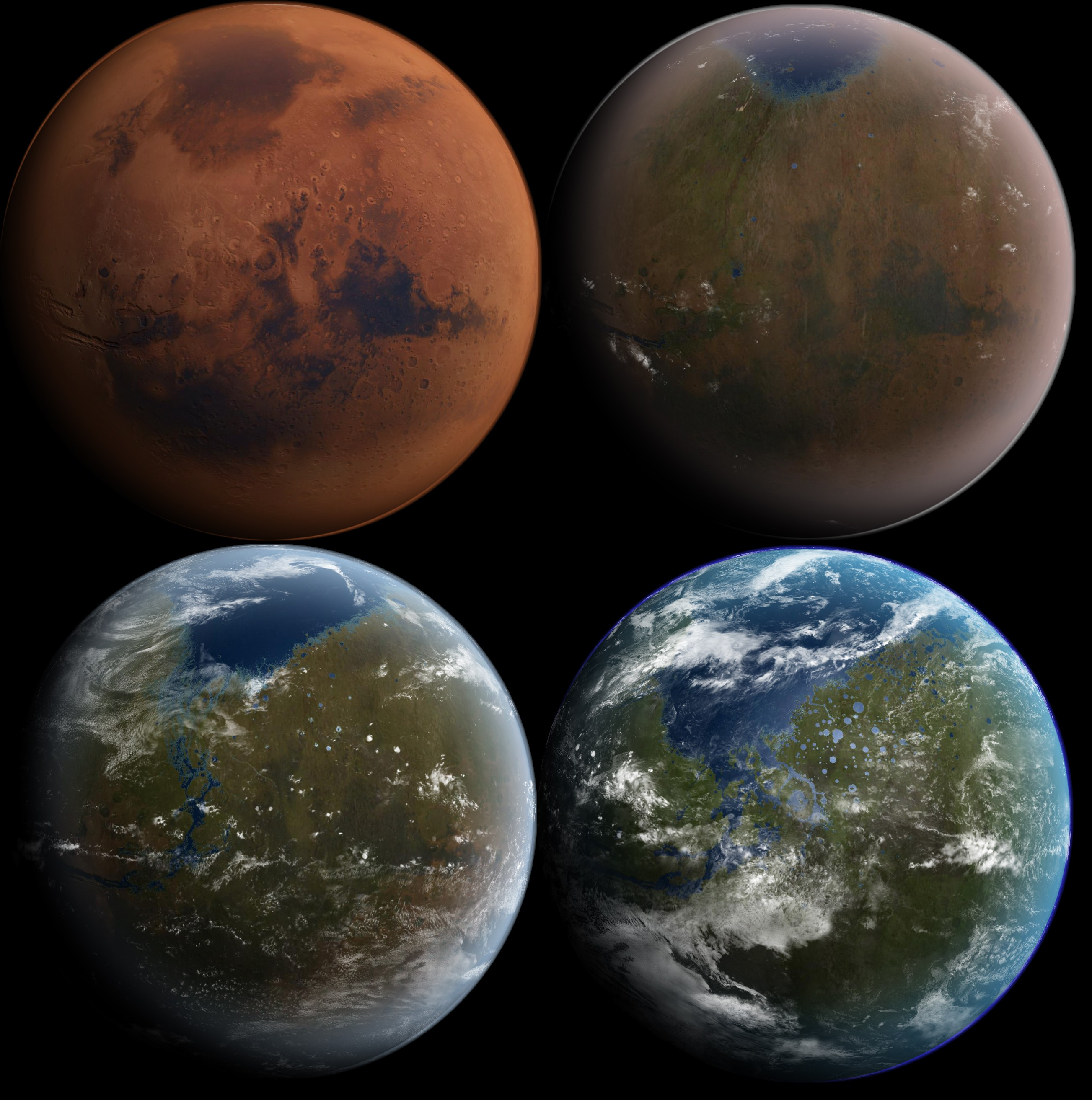
Vue d'artiste de différentes étapes d'une terraformation

Mars la rouge (titre original : Red Mars) est l'un des romans de Kim Stanley Robinson, publié en 1992, prenant place au sein de La Trilogie de Mars.

## Publications et traductions
L'ouvrage a été publié en français par les éditions Presses de la Cité  (ISBN 2-258-03823-5), les éditions France Loisirs  (ISBN 2-7441-2911-9) puis enfin les éditions Pocket en deux tomes  (ISBN 2-266-12847-7)  (ISBN 2-266-12848-5) puis en un seul tome  (ISBN 2-266-13834-0),  (ISBN 2-266-13834-0). En 2006, il a été repris dans une intégrale de la trilogie aux éditions Omnibus  (ISBN 2-258-07022-8) .

## Liste des chapitres
1. La nuit du festival
2. Hors la Terre
3. Le creuset
4. Le mal du pays
5. Chute dans l'Histoire
6. Les armes sous la table
7. Senzeni Na
8. Shikata ga nai

## Résumé
Mars la rouge commence en 2026 avec la première expédition de colonisation sur Mars. Plus tard, les premiers colons, « les Cent Premiers » (composés à 70 % de Russes et d'Américains) établissent la première implantation sur Mars (nommée « Underhill ») et tracent les plans pour les scientifiques et ingénieurs à venir. Cependant, à cause de l'avidité des firmes transnationales qui dominent et contrôlent les États-nations sur Terre, les villes martiennes deviennent surpeuplées et sous-entretenues. Les forces anti-terraformation sont tenues responsables de nombreux cas de sabotage des infrastructures de terraformation. La situation débouche sur une violente révolution en 2061 dans laquelle de nombreux membres des Cent Premiers sont tués, ainsi qu'une grande part de l'infrastructure martienne, notamment l'ascenseur spatial, détruite. L'essentiel des survivants des Cent Premiers est contraint de se cacher.

## Distinctions
Mars la rouge a remporté le prix British Science Fiction du meilleur roman 1992 et le prix Nebula du meilleur roman 1993.